# 定城镇 (定安县)
定城镇是中华人民共和国海南省定安县下辖的一个镇。

## 行政区划
定城镇下辖以下村级行政区划单位：
东北门社区、西门社区、中南街社区、江南社区、沿江社区、大众社区、南珠社区、后山社区、山椒社区、莫村社区、见龙社区、美钗坡社区、仙沟社区、春内村、田洋村、深田村、下寨村、高良村、迎科村、仙屯村、美南村、龙岭村、水冲坡村、桐卷村、平和村、洁秀村、巡崖村、潭黎村、龙州村、西岸村、美太村、茅坡仔村、秀龙坑村和罗温村。